# Свистун рудогорлий
Свистун рудогорлий (Pachycephala rufogularis) — вид горобцеподібних птахів родини свистунових (Pachycephalidae). Ендемік Австралії.

## Опис
Довжина птаха становить 19-22 см, вага 30-38 г. У самця верхня частина тіла коричнювато-сіра, обличчя і горло руді, на шиї сірий "комірець", нижня частина тіла рудувата. У самиць горло дещо блідіше, нижня частина тіла жовтувата. очі червоні, дзьоб і лапи темні. Рудогорлі свистуни дуже схожі на споріднених південних свистунів.

## Поширення і екологія
Рудогорлі свистуни мешкають в пустельних районах центрального Нового Південного Уельсу, північно-західної Вікторії і південно-східної Південної Австралії. Вони живуть в чагарникових заростях, зокрема в заростях Spinifex.

## Поведінка
Птах веде прихований спосіб життя і його складно помітити. Харчується комахами, яких ловить на землі. Гніздо чашоподібне, зроблене переважно з кори. В кладці 2-3 яйця.

## Збереження
МСОП вважає цей вид вразливим. Уряд Південної Австралії вважає цей вид вразливим, уряд Вікторії — таким, що знаходиться під загрозою зникнення, уряд Нового Південного Уельсу — таким, що знаходиться на межі зникнення. За оцінкою дослідників, популяція рудогорлих свистунів нараховує приблизно 2000 птахів. Їм загрожує знищення природного середовища, а також пожежі і інвазивні хижаки.